# 5403 Takachiho
5403 Takachiho è un asteroide della fascia principale. Scoperto nel 1990, presenta un'orbita caratterizzata da un semiasse maggiore pari a 3,0258331 UA e da un'eccentricità di 0,0626771, inclinata di 10,30935° rispetto all'eclittica.